# Apophua formosana
Apophua formosana är en stekelart som beskrevs av Joseph Augustine Cushman 1933. Apophua formosana ingår i släktet Apophua och familjen brokparasitsteklar. Inga underarter finns listade i Catalogue of Life.